# Kato Guwes
Kato Guwes (gr. Κάτω Γούβες) – miejscowość w Grecji, na północnym wybrzeżu Krety, ok. 17 km na wschód od Heraklionu, w administracji zdecentralizowanej Kreta, w regionie Kreta, w jednostce regionalnej Heraklion, w gminie Chersonisos. W 2011 roku liczyła 2153 mieszkańców. Popularny ośrodek wypoczynkowy z licznymi hotelami i kwaterami dla turystów.